# 黑海村 (克里米亞)

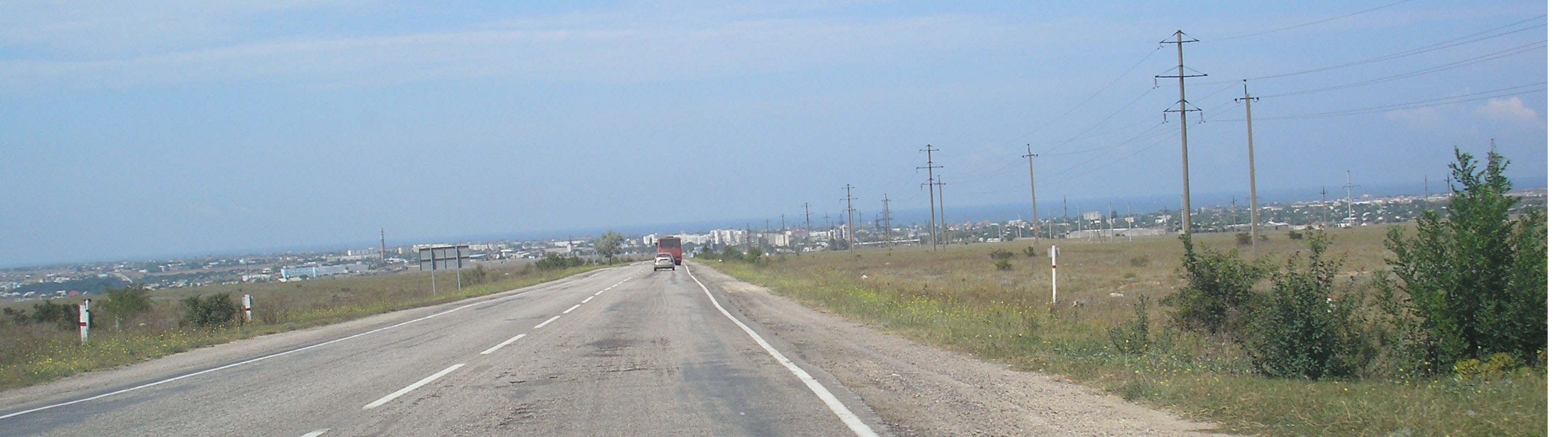
黑海村

黑海村（羅馬化：Chornomorske）是乌克兰克里米亚自治共和国西部叶夫帕托里亚区的鎮，但事实上由俄羅斯佔領，俄方將定居點劃為克里米亞共和國黑海村區的市级镇及该区的行政中心。距離葉夫帕托里亞70公里，面積119平方公里，2014年人口11,267，人口密度每平方公里95人。